# Bromley Contingent
Pour les articles homonymes, voir Bromley (homonymie).
Le Bromley Contingent est le nom donné à un groupe de jeunes gens excentriques qui fréquentait les clubs underground de Londres et les concerts des Sex Pistols en 1976, (avant que ceux-ci ne soient signés par une maison de disques). Malcolm McLaren, le manager des Sex Pistols, avait très tôt compris l'importance d'avoir un entourage pour son groupe, afin de susciter l'attention des médias et de montrer la voie à suivre au public, pas encore converti à sa cause.
Le terme "Bromley Contingent" a été inventé par la journaliste Caroline Coon du Melody Maker pour désigner ces adolescents dont la plupart habitait à Bromley, une petite ville située à la périphérie de Londres.
Leur look inspiré au départ du style glam rock et des nombreux personnages inventés par Bowie, est ensuite devenu "outrageusement punk", dès que ces rebelles se sont mis à porter des vêtements de la boutique SEX de Vivienne Westwood.

Ceux qui ont fait partie du groupe ont été photographiés à l'époque par Ray Stevenson.

Parmi eux, il y avait Berlin (alias Bertie Marshall), Jordan Mooney, Simon Barker, Soo Catwoman, Siouxsie Sioux et Steven Severin qui créeront rapidement leur propre groupe Siouxsie and the Banshees, Debbie Juvenile, Billy Idol et Tony James qui formeront quant à eux Generation X, Linda Ashby, Philip Sallon, Simone Thomas, Tracie O'Keefe et Sharon Hayman.
La petite troupe d'amis du Bromley Contingent cessera de se rendre aux concerts des Pistols après l'épisode du Bill Grundy show en décembre 1976. Au lendemain de la diffusion de cette émission télé, les médias et l'industrie musicale ont commencé à véhiculer une image trop caricaturale de la scène punk et les témoins de la première heure décidèrent qu'il était temps de passer à autre chose.

## Sources des citations et références
1. ↑  Clinton Heylin. "Babylon's Burning". Editeur : Au Diable Vauvert.  (ISBN 284626130X). Steve Severin : "Dès le début, Malcolm tenait à construire un entourage autour du groupe et de la boutique. Il nous téléphonait pour nous dire où les Pistols donnaient leurs concerts secrets.
2. ↑  Mark Paytress(journaliste à Mojo) "SIOUXSIE AND THE BANSHEES...À travers le miroir" editions Camion Blanc
3. ↑  Thames Show ITV - Bill Grundy. archive télévisuelle 1er Décembre 1976